# Rhyacophila gyaspa
Rhyacophila gyaspa är en nattsländeart som beskrevs av Schmid 1970. Rhyacophila gyaspa ingår i släktet Rhyacophila och familjen rovnattsländor. Inga underarter finns listade i Catalogue of Life.